# Faberia
Faberia es un género de plantas herbáceas perteneciente a la familia de las asteráceas. Es originario de las regiones templadas de Asia.  Comprende 9 especies descritas y de estas, solo 7  aceptadas.

## Taxonomía
El género fue descrito por William Botting Hemsley y publicado en Journal of the Linnean Society, Botany 23(157): 479. 1888.

## Especies
- Faberia cavaleriei H.Lév.
- Faberia ceterach Beauverd
- Faberia lancifolia J.Anthony
- Faberia nanchuanensis C.Shih
- Faberia sinensis Hemsl.
- Faberia thibetica (Franch.) Beauverd
- Faberia tsiangii (C.C.Chang) C.Shih